# Chen Wei-Chen
Chen Wei-Chen (陳威成T, 陈威成S, Chén WēichéngP; 24 marzo 1966) è un ex giocatore di baseball taiwanese.

## Palmarès

### Olimpiadi
- Argento a Barcellona 1992.